# حي سكني مسور

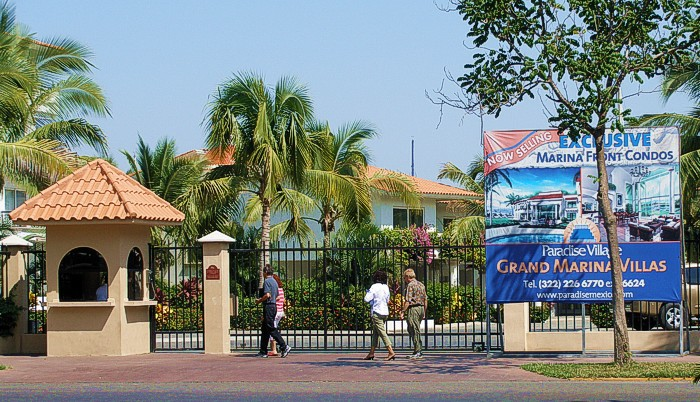

الحي السكني المُسوَّر هو تجمع حضري معزول عن الخارج لأنه محيط بجدران وتتحكم حراسة في حركة الدخول والخروج منه عبر بوابات عند المداخل.
مدى انتشار تلك الأحياء المغلقة يختلف من بلد لآخر، فهو شبه منعدم في دول الاتحاد الأوروبي، لكنه يوجد في بعض مدن الولايات المتحدة، وتتواجد بشكل خاص في البلدان التي تعاني مشاكل أمنية أو ارتفاع لمعدلات الجريمة مثل دول أمريكا اللاتينية أو العراق ما بعد الاحتلال، كما أنها قد تبنى في المناطق الفقيرة لإسكان الأغنياء في انعزال نسبي عن محيطهم من باقي أطياف الشعب كما هو الحال في الهند، أما السبب الأخير لإنشاء الأحياء المغلقة فهو لعزل ثقافة وافدة عن مجتمع محافظ كما هو الحال في السعودية. وتعرضت مثل هذه المجتمعات العمرانية المعزولة ثقافيا بمصر للنقد من قبل كثيرين.

## حسب البلد

### في السعودية
يسمى الحي المغلق «كومباوند» من الإنجليزية وقد أنشئت تلك الأحياء منذ عقود لإيواء العاملين الأجانب في المنشآت النفطية وفي القطاعات الأخرى التي تعمل بها الشركات الأجنبية، على حساب الشركات الخاصة. وفي السنوات الأخيرة أنشئت جامعة الملك عبد الله للعلوم والتقنية وهي مغلقة بالكامل ومستثناة من قوانين معينة، كما بدأ العمل في أول حي مغلق بالمدينة المنورة فقط في السنوات الأخيرة.

### في مصر
تعرف تلك الأحياء في مصر بالتجمعات، وأشهرها التجمع الخامس الواقع في القاهرة الجديدة، وتجمعات مدينة السادس من أكتوبر، وتعرف كذلك باسم «كمبوند» من الإنجليزية. وبدأت في الظهور في مطلع الألفية الجديدة. وكانت النخبة قبل ظهور تلك التجمعات تسكن في الأحياء العريقة.
ويتوقع أن تتبع العاصمة الإدارية الجديدة لمصر نمط عمراني يعتمد على هذه الأحياء السكنية المسورة، حيث يتوقع أن تحتوي على مئات المشروعات العقارية السكنية «الكمبوندات» المنشأة طبقا لتصميمات عمرانية غربية معاصرة. وبينما توجه إنتقادات عدة لمشروع عقاري بهذا الحجم الضخم بأنه مخصص للأغنياء فقط، يؤكد كبار مسؤولي الدولة المصرية على أنها ستكون عاصمة لكل المصريين وستستوعب ما يصل إلى 6.5 مليون نسمة.